# Gmina Uppvidinge
Gmina Uppvidinge (szw. Uppvidinge kommun) – gmina w Szwecji, w regionie Kronoberg, siedzibą jej władz jest Åseda.
Pod względem zaludnienia Uppvidinge jest 227. gminą w Szwecji. Zamieszkuje ją 9514 osób, z czego 49,15% to kobiety (4676) i 50,85% to mężczyźni (4838). W gminie zameldowanych jest 456 cudzoziemców. Na każdy kilometr kwadratowy przypada 8,08 mieszkańca. Pod względem wielkości gmina zajmuje 82. miejsce.